# Wien Süßenbrunn
Wien Siemensstraße egy ausztriai vasútállomás Bécs 22. kerületében, Donaustadtban.

## Forgalom
| Vonal | Útvonal |
| ----- | --- |
| S1    | Wien Meidling – Wien Matzleinsdorfer Platz – Wien Hauptbahnhof 1-2 – Wien Quartier Belvedere – Wien Rennweg – Wien Mitte – Wien Praterstern – Wien Traisengasse – Wien Handelskai – Wien Floridsdorf – Wien Siemensstraße – Wien Leopoldau – Wien Süßenbrunn – Gänserndorf – Marchegg |

## Megközelítése közösségi közlekedéssel
- Autóbusz:  25A, 25B